# Rick Emerson
Rick Emerson (ur. 27 czerwca 1962 r.) – amerykański narciarz, specjalista narciarstwa dowolnego. Zajął 13. miejsce w jeździe po muldach podczas mistrzostw świata w Altenmarkt. Nigdy nie startował na igrzyskach olimpijskich. Najlepsze wyniki w Pucharze Świata osiągnął w sezonie 1992/1993, kiedy to zajął 28. miejsce w klasyfikacji generalnej, a w klasyfikacji jazdy po muldach był siódmy.
W 1994 r. zakończył karierę.

## Sukcesy

### Mistrzostwa Świata
| Miejsce | Dzień    | Rok  | Miejscowość | Konkurencja      | Zwycięzca         |
| ------- | -------- | ---- | ----------- | ---------------- | ----------------- |
| 13.     | 13 marca | 1993 | Altenmarkt  | Jazda po muldach | Jean-Luc Brassard |

### Puchar Świata

#### Miejsca w klasyfikacji generalnej
- 1988/1989 – 78.
- 1989/1990 – 56.
- 1990/1991 – 50.
- 1991/1992 – 86.
- 1992/1993 – 28.
- 1993/1994 – 60.

#### Miejsca na podium
1. La Clusaz – 16 marca 1990 (Jazda po muldach) – 3. miejsce
2. Oberjoch – 20 marca 1993 (Jazda po muldach) – 3. miejsce

- W sumie 2 trzecie miejsca.